# Теория за фрустрация-агресия
Хипотезата за фрустрация-агресия е теория за агресията предложена от Джон Долард, Нийл Милър и друг през 1939 г., а по-нататък е развита от Милър, Роджър Баркър и други през 1941 г. и Леонард Бърковиц през 1969.